# Roberto de Souza

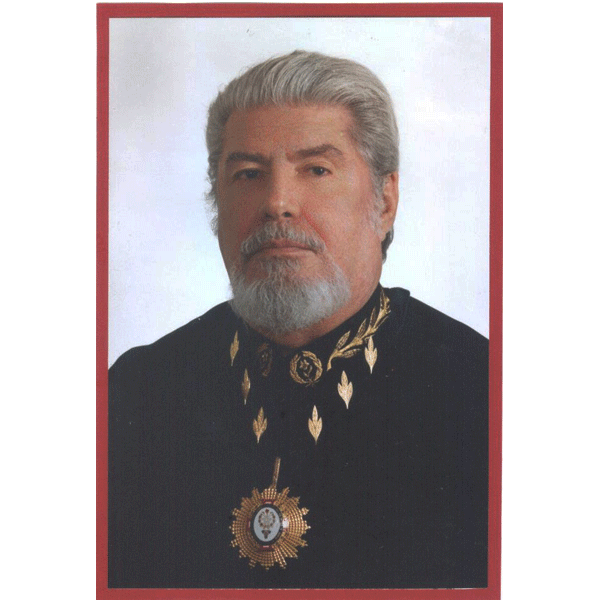
Foto oficial como membro da Academia Brasileira de Belas Artes

Roberto de Souza (Rio de Janeiro, 1943 - Rio de Janeiro, dezembro, 2024) foi um pintor brasileiro. O principal tema de sua obra são as transformações urbanas do Rio de Janeiro, em especial de Ipanema. 

## Biografia
Roberto de Souza nasceu em uma família de artistas, à qual se integraram outros nomes importantes da arte brasileira, como Enrico Bianco. A mãe era escultora e o tio, Aurélio d'Alincourt, também pintor, foi seu primeiro mestre.  Começou a estudar desenho de perspectiva e aquarela aos 16 anos, quando passa a conviver com o círculo de pintores que frequentavam a Escola Nacional de Belas Artes e o Museu Nacional de Belas Artes (Rio de Janeiro), sendo influenciado principalmente por Manoel Constantino e Helios Seelinger.  Além do tio Aurélio d'Alincourt, seus mestres foram também Osvaldo Teixeira e Edgar Walter, ambos destacados paisagistas.
Retratos e figuras, notadamente crianças e nus, são temas recorrentes em suas telas. Fez os retratos de Jorge Amado, de Roberto Campos e Roberto Requião, ente outras personalidades. Seu tema por excelência, porém, é a cidade do Rio de Janeiro, em especial o bairro de Ipanema, onde nasceu e cresceu.  O bairro, a que ele se refere como a província afetiva de sua infância e juventude, desde logo passou a predominar em sua pintura, que se caracteriza por uma fidelidade quase documental à colorida paisagem urbana daquela parte do Rio de Janeiro. Roberto de Souza “retrata o bairro atual com o olhar afetivo de ontem, quando casas com jardins imperavam entre a ponta do Arpoador e o Jardim de Alá.” Ainda no início da carreira, o próprio artista definiu sua obra como engajada no realismo romântico.
Viveu alguns anos na Bahia, nos anos 1960, quando trabalhou com o pintor Jayme Hora, tendo realizado então várias exposições individuais na capital do estado. De volta ao Rio, interessado pelo estudo de paisagem, começa a praticar o gênero sob a orientação de Edgar Walter e Osvaldo Teixeira, de quem se tornará professor auxiliar. Nessa condição, passa a frequentar o Instituto de Belas Artes e a participar mais ativamente do mercado de arte nacional e internacional. Foi um dos fundadores, com outros artistas de sua geração, da Feirarte de Ipanema, em 1969. Fundou ainda a Casa de Cultura de Vargem Grande e o Centro Cultural da Faculdade Nuno Lisboa. É de sua autoria o painel “Vista da Baia da Guanabara”, realizado para a Faculdade da Cidade, no Rio de Janeiro. 
Nos anos 1980, cria com dois sócios o Ateliê Ipanema de Artes, do qual se torna coordenador e principal professor de pintura. No ateliê, o mais destacado de seus alunos foi o escritor e humorista Chico Anysio. Em dezembro de 1991, o artista e seu pupilo mais famoso participam de uma concorrida exposição numa galeria na cidade de São Paulo. Nos quatro anos seguintes, com o título Eu e meu Mestre, meu Mestre e eu, outra exposição com obras dos dois artistas percorre boa parte das capitais do Brasil. Em 2006, torna-se titular da cadeira nº 12 da Academia Brasileira de Belas Artes e integrante da diretoria da instituição (Conselho Consultivo/Deliberativo) , passando a atuar como jurado em importantes salões de arte no país.
 Realizou mais de uma dezena de exposições individuais, entre outras no Museu do Estado da Bahia, em Salvador, e na Galeria Vitória, em Brasília (DF). Expôs também no Centro de Eventos Empresariais da Bolsa de Valores do Rio de Janeiro, na Casa de Cultura Laura Alvim, no Rio de Janeiro e na Galeria D’Art House, em Portugal.

## Prêmios
- Roberto de Souza foi premiado em vários salões, inclusive o da Sociedade Francesa de Belas Artes, em 1987.
- Menção Honrosa: Salão Nacional de Belas Artes, Rio de Janeiro, 1967.
- Medalha de Bronze: Salão Nacional de Belas Artes, Rio de Janeiro, 1968.
- Medalha de Prata: Salão Nacional de Belas Artes, Rio de Janeiro, 1971 e 1972
- Medalha de Prata: Salão de Maio da Sociedade Brasileira de Belas Artes, Rio de Janeiro, 1970.
- Medalha de Ouro: Salão de Maio da Sociedade Brasileira de Belas Artes, Rio de Janeiro, 1973.
- Medalha de Ouro: V Salão Maçônico, Rio de Janeiro, 1978.
- Placa Comemorativa 100 anos de Ipanema: Faculdade da Cidade, 1994.